# ヘルマン・フォン・ハッツフェルト
ヘルマン・アントン・レオ・カール・フォン・ハッツフェルト・ツー・トラッヘンベルク（Hermann Anton Leo Karl von Hatzfeldt zu Trachenberg、1848年2月4日 - 1933年1月14日）は、ドイツ及びプロイセンの貴族、官僚、政治家。第3代ハッツフェルト＝トラッヘンベルク侯爵（Fürst von Hatzfeldt zu Trachenberg）。初代トラッヘンベルク公爵（Herzog zu Trachenberg）。長年にかけて帝国議会で自由保守党所属の議員として活動した。

## 家系
1848年2月4日、シュレージエンのトラッヘンベルク城で生まれた。彼は、ヘルマン・アントン・フォン・ハッツフェルト侯爵（1808–1874）と、その継妻マリー・フォン・ニムプチュ（Marie von Nimptsch、1820–1897）の息子である。両親の結婚から、妹のヘルミーネ（Hermine von Hatzfeldt、1852–1906）がいる。
父が先妻マティルデ・フォン・ライヘンバッハ＝ゴシュッツ伯爵令嬢（Gräfin Mathilde von Reichenbach-Goschütz）との間に儲けた異母兄弟姉妹として、シュタニスラウス（Stanislaus von Hatzfeldt、1831–1870）、フランツィスカ（Franziska von Hatzfeldt、1833–1922）、エリーザベト（Elisabeth von Hatzfeldt、1839–1914）がいる。また、母親が最初の夫であり、教皇領駐在プロイセン公使ルートヴィヒ・アウグスト・フォン・ブーフ男爵との間に儲けた異父姉妹として、マリー・フォン・ブーフがいる。彼女は、宮内大臣アレクサンダー・フォン・シュライニッツ伯爵、さらにオーストリアの外交官アントン・フォン・ヴォルケンシュタイン＝トロストブルク伯爵と結婚した。父方の祖父母は、フランツ・ルートヴィヒ（Fürst Franz Ludwig von Hatzfeldt、1756–1827）とフリーデリケ・カロリーネ・フォン・デア・シューレンブルク＝ケーネルト伯爵令嬢（Gräfin Friederike Karoline von der Schulenburg-Kehnert、1779–1832）である。親戚には、外交官マクシミリアン、フェルディナント・ラッサールの恋人ゾフィー（Sophie von Hatzfeldt、1805–1881）、陸軍大臣ルートヴィヒ・ロート・フォン・シュレッケンシュタイン男爵の妻ルイーゼ（Luise von Hatzfeldt、1800–1835）などがいる。
高校卒業後、1868年にゲッティンゲンのサクソニア学生団に加わり、ブレスラウのフリードリヒ・ヴィルヘルム大学とベルリンのフリードリヒ・ヴィルヘルム大学で法学を学んだ。ブレスラウ大学からは、医学・法学の名誉博士学位を授与された。

## 経歴
ハッツフェルトはプロイセン司法省で勤務した後、1870年から1871年にかけて普仏戦争に騎兵隊少佐として従軍した。1870年11月のアミアンの戦いで異母兄シュタニスラウスが戦死したことに伴い、ハッツフェルト家の相続者となった。
1874年、1847年に再婚問題のために破門された父が死去すると、家督を嗣いだ。1878年、プロイセン貴族院の世襲議員に勅選された。彼は大地主の集まりである新派閥（Neuen Fraktion）の会長となり、1878年から1893年、1907年から1912年にかけて、自由保守党の帝国議会議員としても在任した。ポーゼン州のポーランド人土地収用法について彼は帝国議会と貴族院で反対票を投じた。
1900年1月1日、ハッツフェルトは長子相続による世襲爵位のトラッヘンベルク公爵（Herzog zu Trachenberg）に叙せられた。1894年から1903年まで、シュレージエン州の長官（Oberpräsident）を務めた。
第一次世界大戦中、ハッツフェルトは占領下のポーランドの総督候補として挙げられたが、ハンス・ハルトヴィヒ・フォン・ベセラーが代わりに選ばれた。彼は、軍部の実力者であり、戦時政局を導いたパウル・フォン・ヒンデンブルクとエーリヒ・ルーデンドルフ将軍に反対し、協商国との講和交渉を主張した。戦後は1919年から1921年にかけて、上シュレージエンの連合国政府及び住民投票委員会に派遣されたドイツ政府の全権代表を務めた。晩年はマルタ騎士団での慈善活動に専念した。
1901年1月18日、ヴィルヘルム2世はプロイセン王国設立の200周年を記念してハッツフェルトに黒鷲勲章を授与した。ハッツフェルトが受けた多数の栄典には、マルタ騎士団の名誉と献身の騎士大十字章と、ザクセンの最高勲章が含まれている。1884年にはトラッヘンベルク近郊のボヤノヴォの名誉市民、1903年にはブレスラウとケーニヒスヒュッテの名誉市民となった。
1892年から1919年まで、ハッツフェルトはドイツ釣り師連合の第3代会長を務めた。ハッツフェルトは特にシュレージエン地方における養殖池の開発に関心を持ち、トラッヘンベルク周辺の彼の領地は模範的な養魚場として知られていた。

## 結婚と子女

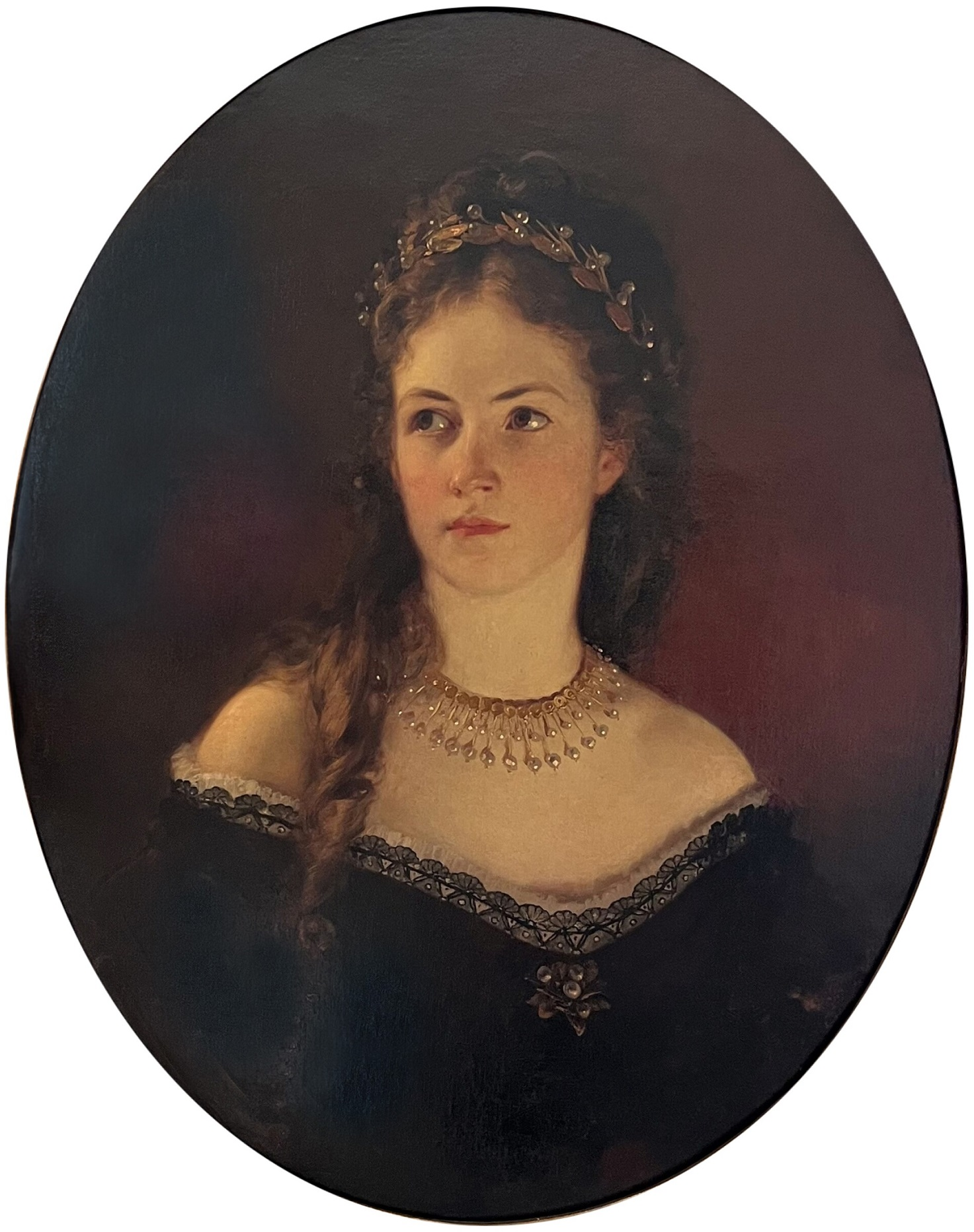
ハッツフェルトの妻ナタリー（旧姓：ベンケンドルフ伯爵令嬢）

1872年6月18日、ハッツフェルトはベルリンでナタリー・フォン・ベンケンドルフ伯爵令嬢（Gräfin Nathalie von Benckendorff、1854–1931）と結婚した。ナタリーはロシアの将軍コンスタンチン・コンスタンチーノヴィチ・ベンケンドルフ伯爵と、クロイ公女ルイーゼ（Prinzessin Louise von Croÿ-Dülmen、1825–1890）の娘であり、フリードリヒ3世の皇后ヴィクトリアの女官長を務めた。ナタリーの兄は、第一次世界大戦中に駐英ロシア大使として在任したアレクサンドル・フォン・ベンケンドルフ伯爵である。また、彼女は母方の家系を通じてテシェン大公妃イザベラの再従姉妹にあたる。
ヘルマンとナタリーの間には2人の息子と7人の孫がいた。
- ヘルマン・ルートヴィヒ（1874–1959） - 第2代トラッヘンベルク公爵。1912年、エリーザベト・フォン・チルシュキー＝ベーゲンドルフ（Elisabeth von Tschirschky-Bögendorff、1889–1975）と結婚。彼女は、帝国外務大臣や駐墺大使を歴任した外交官ハインリヒ・フォン・チルシュキー（ドイツ語版）の娘である[3]。
  - ヘルマン・クラフト（1912–1942） - 第二次世界大戦中に東部戦線で戦死
  - フーベルタ（1916–2014） - ヘルマン・フォン・ザウルマ＝イェルチュ伯爵と結婚
  - ナタリー（1918–2004） - チルシュキー家に養女として入籍
  - カール・ハインリヒ（1921–1970） - ハイカ・ツェグラートと結婚
  - エドムント（1923–1997） - 第3代トラッヘンベルク公爵。ゾフィー・シュピーシュ・フォン・ビュレスハイム男爵令嬢と結婚
  - フリードリヒ（1928–2006） - マリア・ヘレーネ・フォン・ミュンヒハウゼン男爵令嬢と結婚
- アレクサンダー（1877–1953） - 伯爵。1904年、ハンナ青木＝ラーデ（Hanna Aoki-Rhade、1879–1953）と結婚。彼女は、明治時代に日本の外務大臣を務めた青木周蔵子爵と彼の妻エリーザベト・フォン・ラーデの一人娘である[15][16]。
  - ヒサ（1906–1985） - エルヴィン・フォン・ナイペルク伯爵と結婚

ハッツフェルトは1933年1月14日、トラッヘンベルクで死去した。